# Ismael García
Ismael García (* in Ciudad Hidalgo, Michoacán), auch bekannt unter dem Spitznamen El Torombolo, ist ein ehemaliger mexikanischer Fußballspieler auf der Position des Torwarts.

## Laufbahn
„Torombolo“ García begann seine fußballerische Laufbahn in seiner Heimatstadt Ciudad Hidalgo und wurde nach einem Freundschaftsspiel einer Auswahlmannschaft von Ciudad Hidalgo, für die er das Tor hütete, gegen Atlético Morelia vom gegnerischen Verein unter Vertrag genommen. Anschließend wechselte er zu Unión de Curtidores und danach zu deren Stadtrivalen León FC, für den er im entscheidenden Pokalfinale der Saison 1970/71 (5:2 nach Verlängerung gegen den CD Zacatepec) das Tor hütete und mit den Esmeraldas den mexikanischen Pokalwettbewerb gewann. Auch im anschließenden Spiel um den mexikanischen Supercup (1:0 gegen den Club América) stand García zwischen den Pfosten. Nach zwei Jahren beim León FC wechselte er zu den Tiburones Rojos Veracruz, bei denen er während der letzten vier Jahre seiner Profikarriere unter Vertrag stand. 

## Erfolge
- Mexikanischer Pokalsieger: 1971
- Supercup: 1971